# Úmrtnostní tabulky
Úmrtnostní tabulky neboli tabulky života jsou statistické tabulky, které zobrazují vymírání určité populace.
První statistické zpracování dat o úmrtnosti se připisuje Johnu Grauntovi, který v roce 1662 vydal knihu Natural and Political Observations Made upon the Bills of Mortality, ve které analyzoval matriky úmrtí v Londýně, z nich vypočítal první úmrtnostní tabulku a poprvé uvedl pravděpodobnost přežití pro každý věk. V roce 1689 shromáždil Caspar Neumann statistické údaje o věku zemřelých ve Vratislavi, které zaslal Gottfriedovi Wilhelmu Leibnizovi. Neumannova data pak použil Edmond Halley pro článek o anuitách publikovaný v roce 1693. Další výzkum prováděli Holanďan Kerseboom v roce 1742, francouzský matematik Antoine Deparcieux v roce 1746 a Švéd Pehr Wilhelm Wargentin v roce 1766.
Pro české země vypočítal první úmrtnostní tabulky Jan Melič v roce 1790. V Německu publikoval první celostátní úmrtnostní tabulky úředník pruské vdovské pojišťovny E. W. Brune v roce 1837 v Berlíně, a ty pak použil Carl Friedrich Gauss, když kalkuloval parametry fondu pro vdovy na univerzitě v Göttingenu. Brune vyhodnotil údaje 31 500 manželských párů ze své pojišťovny za roky 1776 až 1834.

## Prvky
V úmrtnostních tabulkách bývají pro každý věk (do konečného věku, většinou 100 let nebo vyšší) a obvykle odděleně podle pohlaví uvedeny statistické údaje, například následující hodnoty:
- {\displaystyle q_{x}} - pravděpodobnost úmrtí člena dané skupiny lidí během následujících dvanácti měsíců závislá na věku a pohlaví; číslo {\displaystyle p_{x}=1-q_{x}}, pravděpodobnost přežití, naopak udává, s jakou pravděpodobností se osoba slavící dnes {\displaystyle x}-té narozeniny dožije věku {\displaystyle x+1}.
- {\displaystyle l_{x}} - tabulkový počet dožívajících, tedy odhad počtu lidí, kteří se dožijí stáří {\displaystyle x}, obvykle s tím, že na počátku je {\displaystyle l_{0}} = 100 000 osob dané skupiny,
- {\displaystyle d_{x}} - tabulkový počet zemřelých, tedy odhad počtu zemřelých v dokončeném věku {\displaystyle x}.

Z úmrtnostních tabulek se počítá střední délka života {\displaystyle e_{x}} osoby ve věku {\displaystyle x}, což je počet let, kterých se průměrně dožije {\displaystyle x}-letá osoba za předpokladu, že budou nadále platit stejné pravděpodobnosti úmrtí, jaké vycházejí v úmrtnostní tabulce (tedy pokud například nepřijde válka či závažná epidemie, která střední délku života zkrátí).